# Белая Гора (Карелия)
Бе́лая Гора́ (карел. Valgedmägi) — деревня в составе Гирвасского сельского поселения Кондопожского района Республики Карелия Российской Федерации.
Расположена на северо-восточном берегу озера Хижозеро. Деревня получила название по горе, расположенной на противоположном от деревни берегу Хижозера.

## История

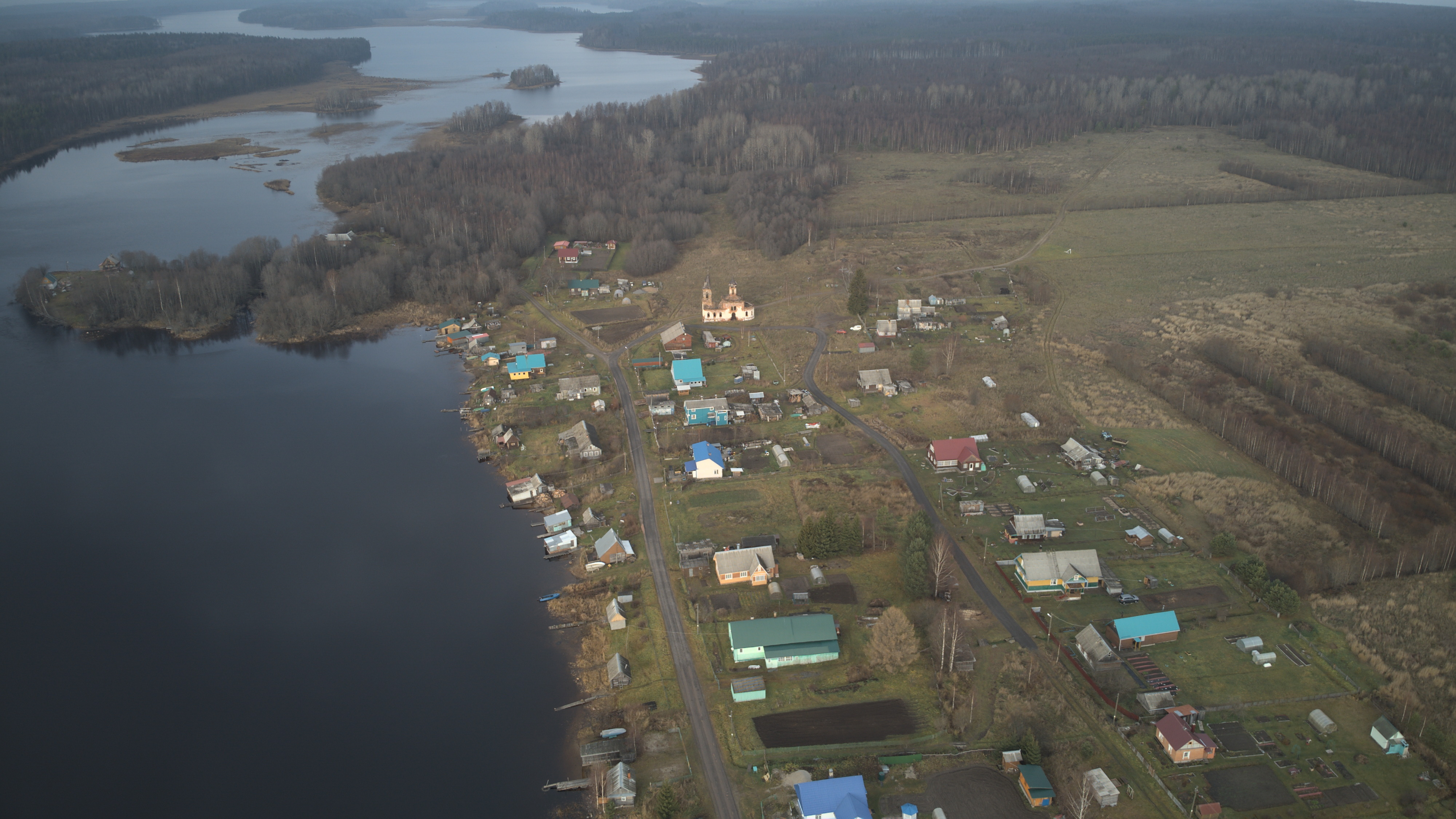
Вид на село с воздуха

В 1757 году здесь, на месторождении мрамора, открытого в первой половине XVIII века уроженцем деревни Лычный Остров купцом Мартьяновым, началась ломка мрамора. Белогорский (Тивдийский) мрамор использовался для отделки многих зданий и дворцов Петербурга — Исаакиевского собора, Зимнего, Мраморного, Михайловского и Мариинского дворцов, Инженерного замка, Казанского собора. Мраморные блоки доставлялись водой от пристани Каргуба по Хижозеру на баржах, далее по узкоколейке до озера Сандал, где перевозились до Онежского озера. Карьер действовал до начала XX века. В дальнейшем мрамор добывался крестьянами-кустарями, обрабатывавшими камень для изготовления разного рода поделок. Одной из известных династий каменотёсов были Крысины. Скульптор-самоучка Андрей Иванович Крысин изготовил из белогорского мрамора первый монументальный портрет В. И. Ленина в Карелии и ряд других работ. В 1928 г. добыча камня на ломках была возобновлена. Последний раз добыча мрамора была осуществлена в 1979 г..
В 1770-е гг. в Белую Гору были переселены с Урала в 1770-е несколько десятков мастеровые-каменотёсов. На основании указа императора от 5 апреля 1861 г. мраморные ломки были переданы из ведения в ведения императорского кабинета в министерство госимуществ, мастеровые ломок были освобождены от обязательных работ на ломках. C 1858 по 1865 г. действовало Белогорское отдельное сельское общество на правах волости, впоследствии общество вошло в состав Мяндусельской волости.
В деревне находится памятник архитектуры — полуразрушенная церковь Казанской иконы Божией Матери (1856), построенная по проекту архитектора Константина Тона.
10 мая 1934 года постановлением Карельского ЦИК церковь была закрыта.

## Население
| 2002 | 2009 | 2010 | 2013 |
| ---- | ---- | ---- | ---- |
| 28   | ↘20  | ↗32  | ↘28  |

## Улицы
- ул. Мраморная